# Jacqueline Lawrence

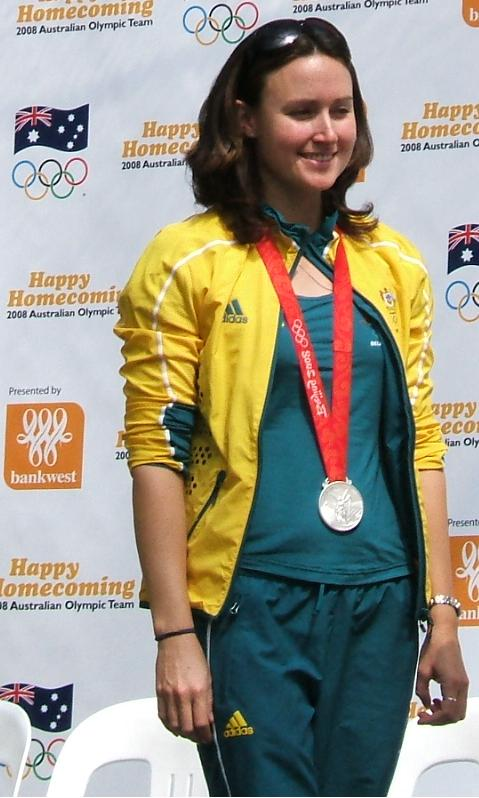
Jacqueline Lawrence mit ihrer Medaille bei der Olympic homecoming parade in Adelaide

Jacqueline Lawrence (* 25. April 1982 in Cooma) ist eine australische Kajakslalomfahrerin, die eine Medaille bei Olympischen Spielen gewinnen konnte.
Jacqueline Lawrence startete im Jahr 2006 bei den Weltcups in Athen, Augsburg und La Seu d’Urgell. In Athen erreichte sie Platz 15, im Augsburger Eiskanal wurde sie 27. und in La Seu d’Urgell gelang ihr der 23. Platz. Bei den australischen Meisterschaften im Januar 2008 wurde Lawrence Fünfte. Sie hat zwei Schwestern, Rosalyn und Kate, die ebenfalls im Kajakslalom starten. Um sich für den australischen Kader bei den Olympischen Sommerspielen 2008 zu qualifizieren, musste Jacqueline Lawrence ihre Schwester Kate, die bereits Rennen des Weltcup gewinnen konnte, schlagen. Im olympischen Wettbewerb, der im Olympischen Ruder- und Kanupark Shunyi stattfand, belegte sie im ersten Lauf des Vorlaufs den zehnten und im zweiten Lauf den sechsten Platz, so dass sie als insgesamt Siebte in das Finale einzog. In ihm konnte Lawrence den ersten Lauf als Vierte abschließen und verbesserte sich im zweiten nach einer fehlerfreien Fahrt auf den zweiten Platz und gewann somit Silber. Jacqueline Lawrence musste sich nur der Slowakin Elena Kaliská geschlagen geben, die einen Vorsprung von 14,3 Sekunden herausfuhr. Die Silbermedaille von Lawrence war die zweite australische Medaille in Kanuslalomwettbewerben bei Olympia nach der Silbermedaille von Danielle Woodward bei den Olympischen Sommerspielen 1992 in Barcelona.